# Nehemiah Samuel Libowitz
Nehemiah Samuel Libowitz est un rabbin orthodoxe et érudit des XIXe et XXe siècles (Kolno, 3 juillet 1862 - New York, 12 juin 1939).

## Éléments biographiques
Nehemiah Samuel Libowitz naît à Kolno, dans le gouvernement de Łomża, sous contrôle russe. 
Il étudie le Talmud auprès du Rav Eliyahou Hassid, puis de son propre père, Isaac Libowitz. Parallèlement, il manifeste un vif intérêt pour la littérature hébraïque moderne, en particulier les travaux critiques. 
En 1881, il émigre aux États-Unis et s'installe à New York, où il se partage entre commerce et littérature, s'intéressant particulièrement à la Kabbale.

## Œuvre
N.S. Libowitz est l'auteur de :
- (he) Iggeret Bikkoret (New York, 1895), critique dirigée contre I. H. Weiss et son œuvre, le Dor, dor vedorshav ;
- (he) Rabbi Yehudah Aryeh Modena (Vienne, 1896; 2de éd., New York, 1901), une collection de matériaux pour une biographie de Léon de Modène ; il s'agit de l'un de ses travaux les plus importants ;
- (he) Ephraim Deinard (ib., 1901), une critique acérée contre le susnommé ;
- Peniné Ha-Zohar (rédigé dans le dialecte araméen du Zohar), The Jewish Publication Society of America, Philadelphie, 1933
  - Additament to Peniné Ha-Zohar, ibid., 1933
- Midrashei Ha-Zohar (idem), ibid., 1934
- (he) Rabbi Abraham Saba et ses œuvres Tzror Hamor et Eshkol Hakofer, New York, 1936

Il a écrit d'autres pamphlets et contribué à divers périodiques en hébreu aux États-Unis, parmi lesquels Ner Ma'arabi, Ha-Modia' lachadashim et Yalkut Ma'arabi.

## Source
Cet article contient des extraits de l'article « LIBOWITZ, NEHEMIAH SAMUEL » par Herman Rosenthal & A. S. Waldstein de la Jewish Encyclopedia de 1901–1906 dont le contenu se trouve dans le domaine public.